# Elvis' Christmas Album
Elvis' Christmas Album è il quarto album discografico di Elvis Presley, pubblicato nel 1957.

## Contenuti
L'LP originale del 1957 è composto da otto canzoni natalizie, e da quattro brani gospel che erano stati precedentemente pubblicati sull'EP Peace in the Valley, nel maggio 1957.
La maggior parte dei brani sono tradizionali canti di Natale, come White Christmas e Silent Night, ma furono incluse nel disco anche due canzoni nuove composte appositamente per Presley, Santa Bring My Baby Back (to Me) e Santa Claus Is Back In Town, quest'ultima scritta da Jerry Leiber per il testo e Mike Stoller per la musica. Le due nuove composizioni furono pubblicate come in un singolo in Gran Bretagna in contemporanea con l'uscita dell'album che raggiunse la settima posizione in classifica nel novembre 1957.
Bing Crosby, interprete storico di White Christmas, mostrò di non gradire l'interpretazione che Elvis aveva dato del brano, giudicandola "una parodia profana" della sua versione e appellandosi all'autore della canzone, Irving Berlin, chiese la messa al bando dell'intero album, con il divieto di trasmetterlo in radio. Anche se la maggior parte delle stazioni radiofoniche statunitensi ignorarono la richiesta, un disc jockey fu licenziato per aver trasmesso una canzone dell'album, e molte radio canadesi si rifiutarono di suonare il disco.
Nel 1970 venne pubblicato un album omonimo con la stessa scaletta di brani tranne “Peace In The Valley”, “I Believe”, “It Is No Secret” e “Take My Hand precious Lord” e con l'aggiunta di nuovi brani come “Mama liked the roses” e “If every day was like Christmas”.

## Accoglienza
Riscosse un grande successo restando per quattro settimane consecutive al primo posto della classifica di Billboard. Le vendite hanno superato i 3 milioni di copie negli Stati Uniti.

## Tracce

### Lato 1
1. Santa Claus Is Back In Town – 2:22 (testo: Jerry Leiber – musica: Mike Stoller)
2. White Christmas – 2:23 (Irving Berlin)

1. Here Comes Santa Claus (Gene Autry & Oakley Haldeman) - 1:54
2. I'll Be Home for Christmas (Buck Ram, Kim Gannon, Walter Kent) - 1:53
3. Blue Christmas (Bill Hayes & Jay Johnson) - 2:07
4. Santa Bring My Baby Back (to Me) (Aaron Schroeder & Claude Demetrius) - 1:54

### Lato 2
1. O Little Town of Bethlehem (Phillips Brooks & Lewis H. Redner) - 2:35
2. Silent Night (Joseph Mohr & Franz Xaver Gruber) - 2:23
3. (There'll Be) Peace in the Valley (For Me) (Thomas A. Dorsey) - 3:22
4. I Believe (Ervin Drake, Irvin Graham, Jimmy Shirl, Al Stillman) - 2:05
5. Take My Hand, Precious Lord (Thomas A. Dorsey) - 3:16
6. It Is No Secret (What God Can Do) (Stuart Hamblen) - 3:53

## Formazione
- Elvis Presley – voce, chitarra
- Scotty Moore – chitarra
- Hoyt Hawkins - organo
- Gordon Stoker - pianoforte, cori
- Bill Black – basso
- D. J. Fontana - batteria
- Dudley Brooks - pianoforte
- Marvin Hughes - pianoforte
- Millie Kirkham, The Jordanaires - cori